# Moeller-Färbung
Die Moeller-Färbung ist eine histologische Färbung für Endosporen. Sie ist eine Methode zur Endosporenfärbung.

## Prinzip
Zuerst werden die Bakterien auf einen Objektträger gegeben und durch Erhitzen fixiert. Die Moeller-Färbung verwendet zur Färbung von Endosporen Carbolfuchsin (synonym Phenolfuchsin), als Gegenfärbung Methylenblau. Alternativ wird die Schaeffer-Fulton-Färbung mit Malachitgrün und Safranin-Gegenfärbung oder die Dorner-Snyder-Färbung mit Carbolfuchsin und Nigrosin-Gegenfärbung verwendet. Eine Variante der Moeller-Färbung wurde zur Färbung von Endosporen ohne Erhitzen entwickelt.